# 481
Раннє Середньовіччя. У Східній Римській імперії правління Флавія Зенона. У Європі утворилися численні варварські держави, зокрема в Італії править Одоакр, Іберію і південь Галлії займає Королівство вестготів, Північну Африку захопили вандали, утворивши Африканське королівство, у Тисо-Дунайській низовині утворилося Королівство гепідів. На півночі Галлії правлять римо-галли, ще північніше — салічні франки. Остготи займають Мезію, Македонію і Фракію.
У Південному Китаї править династія Південна Ці, на півночі — Північна Вей. В Індії правління імперії Гуптів. У Японії триває період Ямато. У Персії править династія Сассанідів.
На території лісостепової України Черняхівська культура. Історики VI століття згадують плем'я антів, що мешкало на території сучасної України приблизно з IV сторіччя. У Північному Причорномор'ї центр володінь гунів, що підкорили собі інші кочові племена, зокрема сарматів та аланів.

## Події
- Остготи у Фракії перемогли булгар і рушили на Константинополь. Їм довелося відступити. Їхній вождь Теодоріх Страбон упав з коня на спис і вбився.
- Розпочалося правління короля франків Хлодвіга в колишній римській провінції Белгіка.
- Вірмени розпочали повстання проти персів, що триватиме до 484 року.
- На прохання візантійського імператора Флавія Зенона король Африканського королівства Гунеріх, що притримувався аріанства, зібрав собор аріанських та католицьких священиків і призначив католицького єпископа.

## Померли
- Хільдерік I, вождь салічних франків.